# Daniel Fünffrock
Daniel Fünffrock (ur. 17 kwietnia 1978 w Saarbrücken) – niemiecki aktor telewizyjni, teatralny i filmowi.  

## Życiorys
Urodził się i dorastał w Saarbrücken z pięciorgiem rodzeństwa w Güdingen / Saara, tuż przy granicy z Francją. Uczęszczał do szkoły Rudolfa Steinera. W latach 2000–2002 studiował aktorstwo w Schauspielstudium an der Gmelin Schauspielschule w Monachium.
Grał w wielu rolach serialowych i filmowych, były to głównie niewielkie role epizodyczne i występy gościnne. Grał między innymi w  Siska, Schulmädchen, Die Camper, Alphateam – Die Lebensretter im OP, Medicopter 117 i SOKO 5113.
Od września 2011 do końca czerwca 2012 zagrał główną rolę wraz z Moritzem Tittel oraz Ines Lutz jako Moritz van Norden w telenoweli ARD Burza uczuć.
Od 2000 mieszka w Monachium.

## Filmografia (fragmenty)
- 2001: Wahre Freunde
- 2001: Siska
- 2002: Schulmädchen jako Marc
- 2003: Alphateam – Die Lebensretter im OP jako Mark
- 2005: Rosamunde Pilcher – niebo nad Kornwalią jako Harry Blixton
- 2005–2006: Eine Liebe am Gardasee jako Nico
- 2006: Medicopter 117 –  każde życie się liczy - lot w nieznane jako Roman
- 2007: SOKO 5113 – zagłada
- 2010: SOKO 5113 – licencjat jako Stephan Metzler
- 2010: Rosamunde Pilcher –  Miłość na horyzoncie jako Jordi
- 2011–2012: Burza uczuć jako Moritz van Norden
- 2012: Forsthaus Falkenau jako Philipp Mayrhuber
- 2014: Notruf Hafenkante jako Josh Baier
- 2018: Burza uczuć jako Moritz van Norden